# 凯谢吕·奥洛约什
凯谢吕·奥洛约什（匈牙利語：Keserű Alajos，1905年3月8日—1965年5月3日），匈牙利男子水球运动员。他曾代表匈牙利参加1924年、1928年和1932年夏季奥林匹克运动会水球比赛，共获得一枚金牌和一枚银牌。